# Drei-Kaiser-Wasserturm
Der Drei-Kaiser-Wasserturm, auch Neuenhauser Wasserturm, war ein Wasserturm in Cronenberg, der im Dreikaiserjahr 1888 errichtet wurde.
Der Wasserturm wurde am 26. Oktober 1888 eingeweiht und erhielt nach dem Beschluss des Stadtrats vom 12. Dezember 1888 drei Reliefbilder der drei Kaiser Wilhelm I., Friedrich III. und Wilhelm II. Dazu hieß es auf der Sitzung:

„… Mit Rücksicht darauf, daß der Wasserturm und das Wasserwerk in dem 3 Kaiserjahr 1888 errichtet und Cronenberg bei seiner drückenden Lage an die Errichtung eines besonderen Kaiserdenkmals nicht denken könne, schlug der Vorsitzende vor, den Turm mit 3 Kaiserreliefs zu schmücken und demselben den Namen 3 Kaiserturm beizulegen. …“

Seinen Standort hatte er auf dem Hahnerberg an der Straße Neuenhaus in Cronenberg, das damals als Gemeinde zum Kreis Mettmann gehörte. Heute ist Cronenberg ein Stadtteil von Wuppertal. Am Burgholzbach wurde durch eine Pumpstation das Wasser des Bachs zum nahe gelegenen Wasserturm gepumpt. Ausgeführt wurden die Reliefarbeiten als Terrakotta-Medaillons von dem Düsseldorfer Bildhauer Leo Müsch, der auch später für den Elberfelder Jubiläumsbrunnen verantwortlich war. 200 Mark stiftete dazu der Abgeordnete und Aufsichtsratsvorsitzender Carl Rumpff.

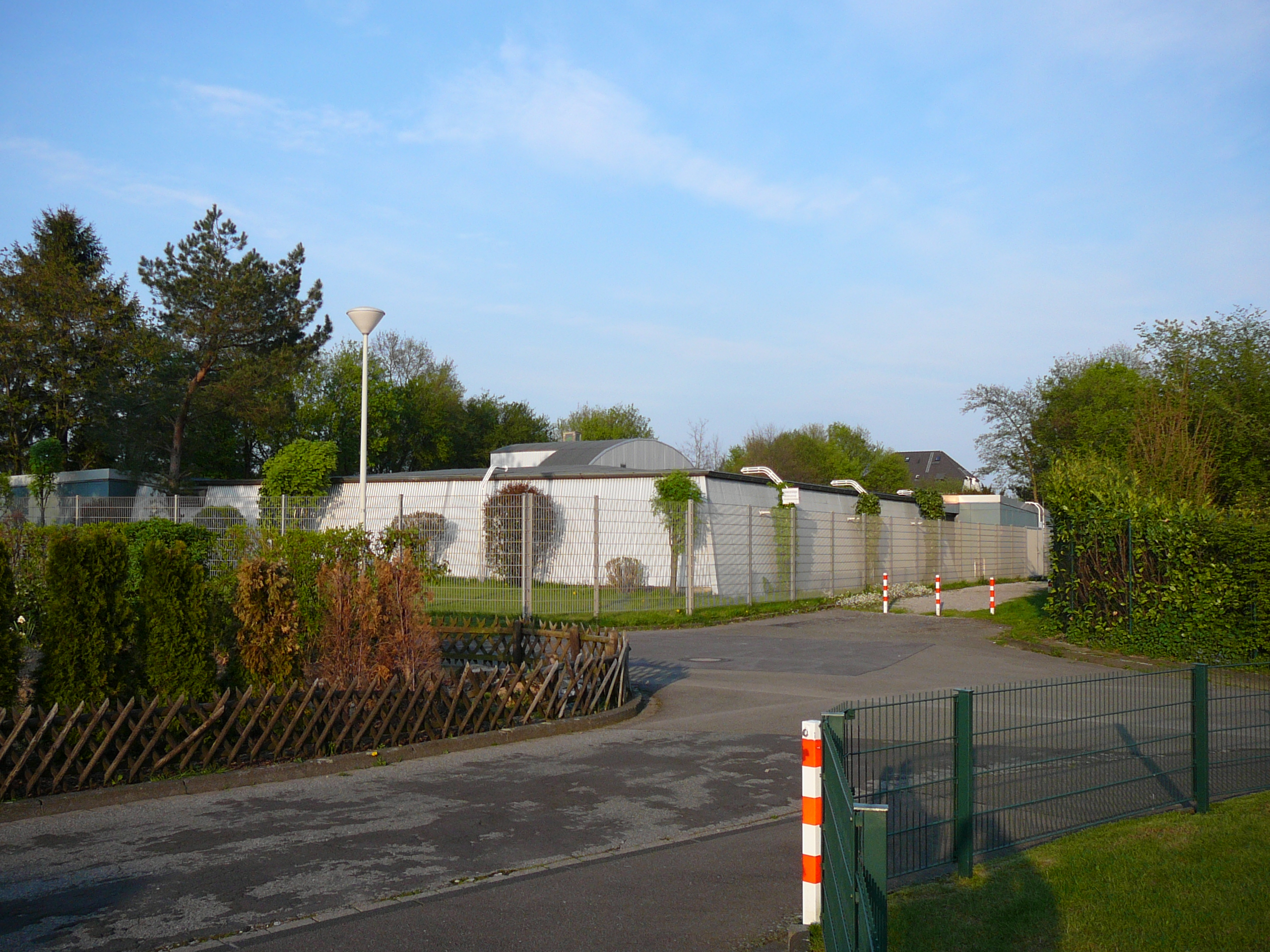
Der ehemalige Standort des Wasserturms mit der neu gebauten Pumpstation

Bis 1966 diente der Wasserturm der Cronenberger Trinkwasserversorgung. Wegen drohenden Verfalls und einer modernen Pumpstation, die neben dem Turm errichtet wurde, wurde der Drei-Kaiser-Wasserturm am 26. Februar 1966 außer Betrieb gesetzt und im Juni desselben Jahres abgetragen. Die Medaillons kamen im April 1977 zum Historischen Zentrum in Wuppertal, wo sie im Hof der Kannegießerschen Fabrik gelagert wurden, bis für sie eine neue Verwendung gefunden werden sollte. Sie waren 1991 aber bereits zerfallen.